# Britten-Norman
Britten-Norman è un'impresa privata britannica con sede a Londra e attiva nella produzione di aerei e nella fornitura di servizi correlati.

## Storia
Nel 1950 John Britten e Desmond Norman, già apprendisti presso la de Havilland Technical School, assemblarono il loro primo aereo, il Britten-Norman BN-1, prodotto in un unico esemplare. Nel 1954 fondarono la propria impresa, denominata Britten-Norman, il cui primo contratto riguardava la conversione di alcuni Tiger Moth in aerei agricoli per il Sudan.
In seguito a un'indagine di mercato, Britten-Norman avviò lo sviluppo del BN-2 Islander, un bimotore in grado di operare da piste semi-preparate e corte che volò per la prima volta nel 1965. Alla fine degli anni ’60 Norman avviò autonomamente lo sviluppo di un aereo da turismo a quattro posti, il BN-3, e fondò una sua azienda che poi fallì a causa dell’insuccesso del suo modello. Tra gli anni ’60 e ’70 Britten-Norman sviluppò il BN-2 in una versione trimotore a maggiore autonomia, il Trislander, e in una versione militarizzata, il Defender.
Nel 1973 la compagnia è stata acquistata da Fairey Aviation Company Limited, nel 1978 da Oerlikon-Bührle, proprietaria di Pilatus Aircraft, nel 1998 da Biofarm Inc. e nel 2000 da B-N Group.

## Aerei prodotti
| Nome                         | Tipo               | Primo volo | Immagine |
| ---------------------------- | ------------------ | ---------- | -------- |
| Britten-Norman BN-1          | Aereo ultraleggero | 1951       |          |
| Britten-Norman BN-2 Islander | Aereo da trasporto | 1965       |          |
| Britten-Norman Defender      | Aereo multiruolo   | 1970       |          |
| Britten-Norman Trislander    | Aereo da trasporto | 1970       |          |
| Britten-Norman BN-3 Nymph    | Aereo da turismo   | 1969       |          |
| Britten Sheriff              | Aereo da turismo   | mai        |          |